# Ligne 4 du métro de Qingdao
 (janvier 2023).
La ligne 4 du métro de Qingdao est une ligne de métro à Qingdao, dans le Shandong, en Chine. Partie du métro de Qingdao, elle a ouvert le 26 décembre 2022. Elle est longue de 30,7 kilomètres.